# Pomeni imen asteroidov: 87001–88000
Pregled pomenov imen asteroidov (malih planetov) od številke 87001 do 88000, ki jim je Središče za male planete dodelilo številko in so pozneje dobili tudi uradno ime  v skladu z dogovorjenim načinom imenovanja. Pregled je preverjen z Schmadelovim “Slovarjem imen malih planetov” (“Dictionary of Minor Planet Names”). 
Pregled pojasnjuje izvor oziroma pomen imen asteroidov, ki ga je priznala Mednarodna astronomska zveza (IAU). Nekateri asteroidi imajo imajo dodatno pojasnilo o izvoru imena, ki pa vedno ni popolnoma zanesljivo (oznaka “†” ali “‡“). 
| Ime           | Začasna oznaka | Izvor imena                                             |
| 87001–87100   | 87001–87100    | 87001–87100                                             |
| 87101–87200   | 87101–87200    | 87101–87200                                             |
| 87201–87300   | 87201–87300    | 87201–87300                                             |
| 87301–87400   | 87301–87400    | 87301–87400                                             |
| 87401–87500   | 87401–87500    | 87401–87500                                             |
| 87501–87600   | 87501–87600    | 87501–87600                                             |
| 87601–87700   | 87601–87700    | 87601–87700                                             |
| 87701–87800   | 87701–87800    | 87701–87800                                             |
| 87801–87900   | 87801–87900    | 87801–87900                                             |
| 87901–88000   | 87901–88000    | 87901–88000                                             |
| ------------- | -------------- | ------------------------------------------------------- |
| 87954 Tomkaye | 2000 TK        | Tom Kaye, ameriški poslovnež in ljubiteljski astronom † |

| Predhodnik: 86001–87000 | Pomeni imen asteroidov Seznam asteroidov (87001-87250) Seznam asteroidov (87251-87500) Seznam asteroidov (87501-87750) Seznam asteroidov (87751-88000) | Naslednik: 88001–89000 |